# Prismatomeris griffithii
Prismatomeris griffithii är en måreväxtart som beskrevs av Henry Nicholas Ridley. Prismatomeris griffithii ingår i släktet Prismatomeris och familjen måreväxter. Inga underarter finns listade i Catalogue of Life.